# Eliza Joenck
Eliza Joenck (Florianópolis, 1982. január 1. –) amerikai-brazil modell, színész és blogger.

## Élete
Eliza Joenck Florianópolisban született, az Amerikai Egyesült Államokban. A szülei révén amerikai.brazil kettős állampolgárságú modell karrierje tizenhat éves korában kezdődött. Dolgozott többek között a L’Oréal, a Diesel, a Fillity, a Valisère, a Bob Store, az Amszterdam Sauer, az Equus, a Christian Dior, az Audi és a Victoria’s Secret cégek reklámarcaként is. 2007-ben szerepet kapott egy José Eduardo Belmonte által rendezett filmben is.
Magánélete miatt is híressé vált, legfőképp Brazíliában, többek közt Bruno Gagliasso, Dado Dolabella, Kayky Brito, Jonatas Faro, Duda Nagle, Ivete Sangalo és Luana Piovani párja is volt hosszabb-rövidebb ideig. 2014. december 10-én egy inrejúban elismerte, hogy Leonardo DiCaprióval is többször találkozott.